# 长柄山姜
长柄山姜（学名：Alpinia kwangsiensis）为姜科山姜属下的一个种。

## 扩展阅读
- 維基物種上的相關：长柄山姜